# Desconocido - Resa dei conti
Desconocido - Resa dei conti (El desconocido) è un film del 2015 diretto da Dani de la Torre ed interpretato dai premi Goya Luis Tosar, Javier Gutiérrez Álvarez e Goya Toledo.
Il film è ispirato al caso spagnolo della vendita delle "Participaciones Preferentes", un prodotto finanziario ad alto rischio venduto da alcune banche spagnole ai propri clienti senza dar loro alcuna informazione.

## Trama
Carlos (Luis Tosar) è un ambizioso e stimato dirigente di banca, molto concentrato sulla propria carriera. Una mattina, a causa di un improvviso impegno lavorativo, decide di accompagnare personalmente i figli a scuola, mansione che generalmente è svolta dalla moglie Marta. Ma, appena salito in macchina, qualcosa non va e subito quella che doveva essere per lui giornata come le altre diventa un incubo dalle conseguenze impensabili. Improvvisamente a bordo squilla un cellulare, da cui la voce fredda di uno sconosciuto gli intima di accreditare immediatamente un'ingente cifra di denaro sul suo conto. Se i soldi non dovessero arrivare nel tempo prestabilito, Carlos salterà in aria insieme ai suoi figli.
Lo sconosciuto ricattatore ha infatti posizionato sotto i loro sedili una bomba che potrà innescare in qualsiasi momento. Inizia così una folle corsa contro il tempo e contro un avversario invisibile che, però, sembra conoscere tutto di lui e non è intenzionato a dargli pace. Per salvarsi e salvare la sua famiglia Carlos deve essere disposto a perdere, in poche ore, tutto quello che ha, compresa la dignità di fronte ai suoi figli. Imprigionato tra due fuochi, da una parte il ricattatore e dall'altra la polizia che lo tallona credendolo il vero attentatore, Carlos dovrà cercare di mantenere i nervi saldi, rendendosi finalmente conto della crisi della sua famiglia e della propria disonestà. Un confronto drammatico e imprevisto che lo porterà a focalizzarsi su quelli che sono i valori veri della vita.

## Distribuzione
Il film, distribuito in Italia da Satine Noir, label di Satine Film, è uscito al cinema il 31 marzo 2016. In Spagna El Desconocido ha totalizzato 500.000 spettatori.

## Riconoscimenti
- 2016 - Premio Goya
  - Miglior montaggio a Jorge Coira
  - Miglior sonoro a David Machado, Jaime Fernández e Nacho Arenas
  - Candidatura al Miglior attore protagonista a Luis Tosar
  - Candidatura al Miglior regista esordiente a Dani de la Torre
  - Candidatura alla Migliore sceneggiatura originale a Alberto Marini
  - Candidatura alla Migliore attrice non protagonista a Elvira Mínguez
  - Candidatura alla Miglior produzione a Carla Pérez de Albéniz
  - Candidatura per i Migliori effetti speciali a Lluís Castells e Lluis Rivera

## Remake
Nel 2018 è stato prodotto un remake tedesco intitolato Steig. Nicht. Aus! (in Italiano Don't. Get. Out. - In Trappola) e diretto da Christian Alvart.
Nel 2021 è stato creato un secondo remake coreano intitolato Balsinjehan e diretto da Changju Kim.
Nel 2023 è stato inoltre prodotto un ulteriore remake statunitense dal titolo Retribution, diretto da Nimród Antal con protagonista Liam Neeson.